# Justo Martínez Amutio
Justo Martínez Amutio (Rincón de Soto (la Rioja), 18 d'octubre de 1896 - València 30 de maig de 1983) fou un sindicalista i polític espanyol.

## Biografia
Treballà com a tipògraf i com a telegrafista de l'exèrcit, on va estudiar mecànica. Milità a la UGT des del 1912 i a les Joventuts Socialistes de Bilbao en 1914, i al PSOE des del 1920. La seva activitat sindical va provocar que el 1924 fos desterrat de Sant Sebastià pel governador civil. Durant la Segona República Espanyola va ser membre del Comitè Nacional de Metal·lúrgia i vocal del jurat mixt metal·lúrgic de València. El 1935 fou nomenat Secretari General de la Federació Socialista Valenciana i membre del Comitè Nacional del PSOE fins quan va dimitir el 1952.
Durant la guerra civil espanyola va donar suport Largo Caballero i fou nomenat governador civil de la província d'Albacete entre 1936 i 1937, i delegat de la Comissió d'Indústries de Guerra per la zona de Llevant durant la resta de la guerra. Un cop acabà la contesa fou jutjat i tancat a la presó fins al 1944. Quan va sortir intentà reorganitzar el PSOE a València en la clandestinitat, però les caigudes continuades van fer fracassar l'intent. El 1950 es va establir a Alacant i el 1952 fou novament detingut per la policia. En 1962 va promoure la creació de l'Aliança Sindical Obrera, en la qual representava la UGT. El 1974 va tenir problemes amb el partit perquè el seu llibre Chantaje a un pueblo, on criticava l'actuació comunista durant la guerra però obviava la repressió franquista, va guanyar el Premi Larra de Literatura, promogut pel franquista i posterior ministre de cultura durant la transició Ricardo de la Cierva y de Hoces.
A les eleccions generals espanyoles de 1977 fou escollit senador per la província de València del PSOE. De 1977 a 1979 fou president de la Comissió de Peticions del Senat. No es presentà a la reelecció.

## Obres
- Chantaje a un pueblo (1964)